# 青少年哪吒
《青少年哪吒》（Rebels of the Neon God）是導演蔡明亮的首部劇情長片，1992年中央電影公司出品。

## 演員
| 角色名稱 | 演員姓名 | |
| -------- | -------- | --- |
| 小康     | 李康生   | 經常在西門町出沒的叛逆青年。從補習班蹺課後，拿了退回來的學費去消磨時光。 他決定放棄聯考，跑到了西門町，在這裡他遇到阿澤，並偷偷跟著阿澤整日鬼混。 後來被父親知道了退學費的事，把他趕出了家門     |
| 阿澤     | 陳昭榮   | 社會青年，以偷竊電動玩具店的主機板維生，整天不是打電動，就是騎著機車在街上呼嘯。 後來因為車子被砸，好兄弟被打， 以及他發現自己愛上了哥哥的女朋友阿桂，這一切都使他的生活陷入了一團糟。           |
| 阿彬     | 任常彬   | 阿澤的好兄弟，經常一起𨑨迌。 |
| 阿桂     | 王渝文   | 阿澤哥哥的女朋友。她主動向阿澤塔訕，並且相熟識。 她既想像男人一樣肆無忌憚地“玩”，又擔心失去“貞身”。 在和阿澤發生了關係後，她追問著阿澤兩人的未來，一直糾纏著阿澤。                               |
| 小康母親 | 陸弈靜   | 小康的母親。因為丈夫和兒子的矛盾很大，迷信的她拜訪仙鳳宮，問卦求符， 得知了兒子是哪吒轉世，便給兒子貼上了天生逆子的標籤。 也正是因為她這種看似關愛的解決行為，卻更加加深了丈夫和兒子之間的矛盾。 |
| 小康父親 | 苗天     | 小康的父親，她和兒子小康之間的矛盾很大，總是對小康毫不留情的喝罵。 在他的身邊，兒子小康總會顯得唯唯諾諾。 在知道了小康把學費退掉放棄聯考的事情後，憤怒的他將小康趕出了家門。                     |

## 獎項
- 第29届金馬獎 (1992年)

| 獎項         | 入圍者 | 結果 |
| 最佳導演     | 蔡明亮 | 提名 |
| 最佳女主角   | 王渝文 | 提名 |
| 最佳原著劇本 | 蔡明亮 | 提名 |
| 最佳剪輯     | 王其洋 | 提名 |
| 最佳電影配樂 | 黃舒駿 | 獲獎 |

- 1993年日本東京影展銅櫻花獎
- 1993年法國南特影展最佳處女作影片獎
- 1993年義大利都靈影展最佳影片獎
- 1994年新加坡影展評審團特別獎[1]

## 外部連結
- 互联网电影数据库（IMDb）上《Ch'ing shaonien na cha》的资料（英文）
- Interview: Rebels of the Neon God 青少年哪吒 （页面存档备份，存于）